# Abdi Hakin Ulad

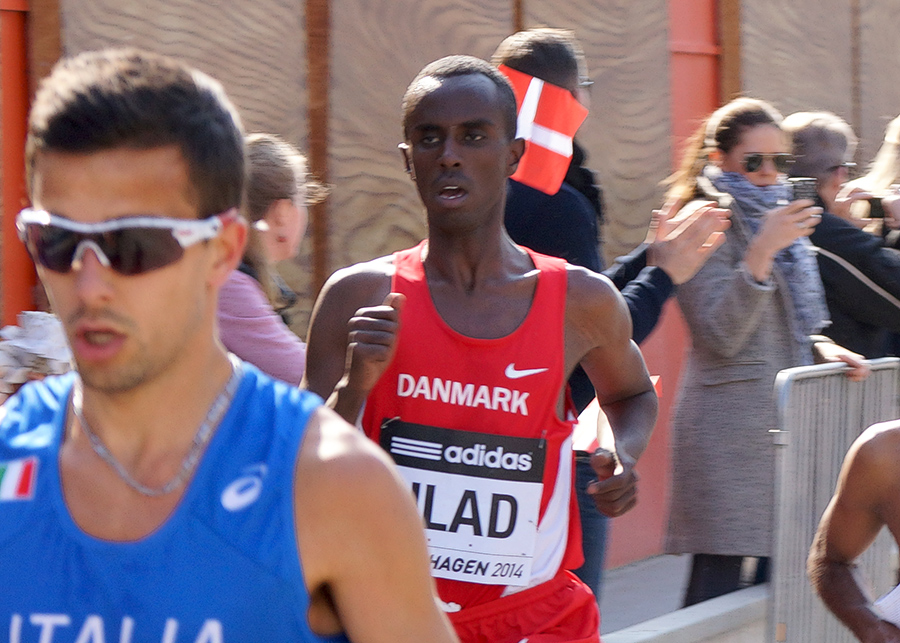
Abdi Ulad op de IAAF Wereldkampioenschappen Halve Marathon 2014

Abdi-Hakin Achkel Ulad is een Deense atleet die deelneemt in lange afstanden ( 5.000 meter, 10.000 meter, halve marathons en marathons ). Ulad nam voor Denemarken deel aan de Olympische Zomerspelen 2016 . 
Ulad werd geboren op 14 juni 1991 in Kismayo Town, Somalië. Op elfjarige leeftijd arriveerde hij als vluchteling samen met zijn tante in Denemarken. Abdi Hakin Ulad werd een burger van Denemarken door naturalisatie op 28 oktober 2010. Hij woont in Skælskør, en is aangesloten bij de atletiekclub Hvidovre AM en zijn coach is Leo Madsen. 
Op 11 juli 2013 liep Ulad de 10.000 meter in 29m 44.78sec en behaalde een bronzen medaille op de Europese U23 kampioenschappen atletiek 2013 in Tampere, Finland. 
Op 13 september 2015 werd Ulad Deens halve marathonkampioen met de tijd van 1h 2m 48sec. Op de Europese atletiekkampioenschappen 2016 in Amsterdam stond Ulad op nummer vijf tijdens de halve marathon met de tijd 1h 3min 22sec. 
Zijn eerste marathon was in 2015, en bij zijn tweede poging op deze afstand bij de Hamburg Marathon eindigde hij in de beste Deense tijd sinds 1989 - 2u 14 min 3sec, die hem ook kwalificeerde voor de Olympische Zomerspelen 2016 in Rio de Janeiro. 
Zijn persoonlijke halve marathonrecord is 1h 2m 24sec (2014), zijn persoonlijke marathonrecord is 2h 14m 3sec (2016). 